# Bitwa pod Jaksicami (1945)
Bitwa pod Jaksicami – bitwa stoczona 8 lutego 1945 roku pod Jaksicami przez oddziały 1 armii Wojska Polskiego z jednostkami niemieckiej dywizji  Märkisch Friedland w czasie walk o przełamanie Wału Pomorskiego.

## Przebieg bitwy
Walki o przełamanie Wału Pomorskiego w rejonie Jaksic rozpoczął 2 batalion dowodzony przez kapitana Alfreda Wnukowskiego z 10 pułku piechoty wchodzącego w skład 4 Dywizji Piechoty  1 armii WP. Przeciwnikiem w walce była niemiecka dywizja Märkisch Friedland.
Walki te rozpoczęły się po opanowaniu 6 lutego przez 4 Dywizje Piechoty szosy prowadzącej z Wałcza do Czaplinka. Dalsze działania 4 Dywizji Piechoty polegały na wspólnym działaniu z jedną z dywizji radzieckich z 47 armii w celu rozbicia wałeckiego zgrupowania nieprzyjaciela.
Po opanowaniu 8 lutego kolonii Rudki 2 batalion dowodzony przez kpt. Wnukowskiego wspierany przez 2 dywizjon 6 pułku artylerii lekkiej rozwinął działania na Jaksice. Walki z użyciem broni maszynowej i moździerzy toczyły się na podejściach do folwarku. Opór Niemców został złamany po ataku przeprowadzonym po sforsowaniu wpław rzeczki Świniarki. Po zdobyciu folwarku Jaksice atak skierowano na Kolno, będące kolejnym punktem obrony niemieckiej na  Wale Pomorskim.

## Bibliografia

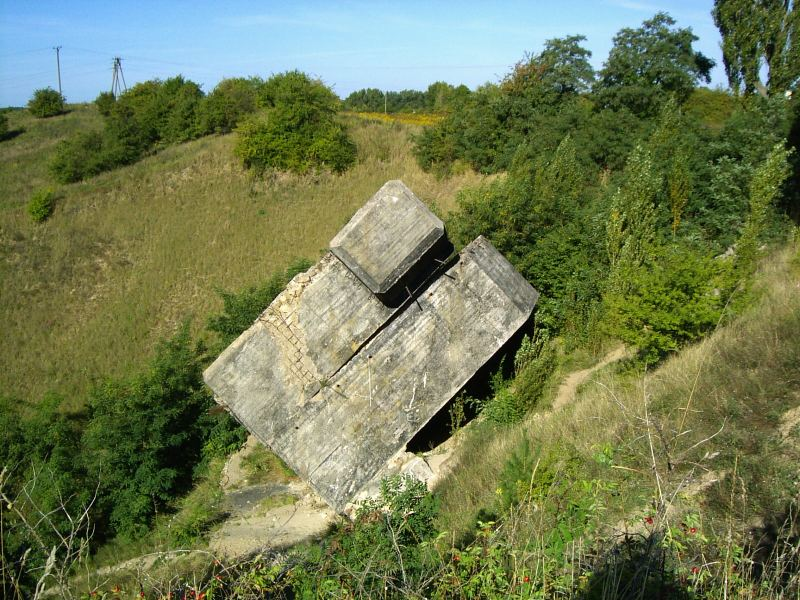
Jeden z reliktów niemieckiego systemu obronnego na Wale Pomorskim w miejscowości Wałcz